# Eleonora Dąbrowska
Eleonora Julianna Dąbrowska, także: Dombrowska lub Demkowska (fr. Éléonore de Saint Chamans), primo voto Éléonore de Gouvello (ur. 20 listopada 1795 w Klecku (wówczas Litwa), zm. 28 listopada 1874 w Paryżu) – francuska pisarka polskiego pochodzenia, markiza de Saint Chamans.
Urodzona na Litwie w ubogiej polskiej rodzinie szlacheckiej (jej ojciec był poczmistrzem), jako dziesiąte dziecko. Rodzice nie mieli środków na jej utrzymanie i dlatego Eleonora została w 1802 wzięta pod opiekę przez francuską księżniczkę, kuzynkę króla Ludwika XVI, Ludwikę Adelajdę Burbon-Condé, która wówczas przebywała na Litwie. Odtąd Eleonora zawsze towarzyszyła księżniczce w jej podróżach do Warszawy, potem do Anglii i w końcu do Paryża. W 1823 Eleonora wyszła za mąż za francuskiego szlachcica Arthura de Gouvello, który zmarł około rok po ślubie. Jej kolejnym mężem w 1830 został markiz Louis Gaston Marie de Saint Chamans (1792-1874). Eleonora opisała 50 lat swojego życia wśród najwyższej arystokracji francuskiej, w otoczeniu księżniczki Ludwiki, w swoich pamiętnikach, które zostały opracowane i opublikowane w 2006 przez Claude'a-Alaina Sarre'a pod tytułem: Souvenirs de la marquise de Saint-Chamans, Douairière: 1797-1874.